# A Sky Full of Stars
A Sky Full of Stars er en single af det britiske rockband Coldplay. Sangen er produceret af den svenske DJ Avicii, og den blev udgivet den 2. maj 2014 af Parlophone Records. Sangen er til dato en af Coldplays største, og den nåede nr. 10 på Billboard Hot 100. Sangen opnåede også succes i Danmark, hvor den var nr. 3 på Hitlisten.
Sangen er Coldplays første EDM-sang og den blev i 2015 nomineret til en grammy for "Best Duo/Group Performance".

## Historie
Teksten blev skrevet af forsanger Chris Martin, mens han var i en igangværende skilsmisse med sin kone, Gwyneth Paltrow. Sangen blev skrevet kl. 23:30 om natten, hvor Martin ledte efter en melodi, som kunne genbruges under hele sangen. Han var inspireret af EDM-musikken, hvor han specielt var fascineret over stemningen ved et Avicii show.Han ville derfor lave en sang "man kunne danse til", og som ville give den samme "nærhed" som der var i hans shows. Han skrev derfor til Avicii, som kun 3 timer senere sendte dem "deres største hit-single nogensinde". Derefter blev der lavet en Avicii version og en Coldplay version af sangen, som derefter blev kombineret til den udgivne version.

## Hitlister
| Hitliste (2014–2024)                             | Højeste position |
| ------------------------------------------------ | ---------------- |
| Australien (ARIA)                                | 2                |
| Østrig (Ö3 Austria Top 40)                       | 11               |
| Belgien (Ultratop 50 Flanderen)                  | 2                |
| Belgien Dance (Ultratop Flanderen)               | 10               |
| Belgien (Ultratop 50 Vallonien)                  | 1                |
| Belgien Dance (Ultratop Vallonien)               | 4                |
| Brazil (Billboard Brasil Hot 100)                | 52               |
| Canada (Canadian Hot 100)                        | 4                |
| Canada Rock (Billboard)                          | 38               |
| 3                                                |                  |
| Tjekkiet (Rádio Top 100)                         | 20               |
| Tjekkiet (Singles Digitál Top 100)               | 2                |
| Danmark (Track Top-40)                           | 3                |
| Danmark Airplay (Tracklisten)                    | 1                |
| Estonia (Uuno Top 25)                            | 2                |
| Europa (Euro Digital Songs)                      | 3                |
| Finland (Suomen virallinen lista)                | 8                |
| Frankrig (SNEP)                                  | 3                |
| Tyskland (Official German Charts)                | 6                |
| 190                                              |                  |
| Greece International (IFPI)                      | 30               |
| Ungarn (Rádiós Top 40)                           | 2                |
| Ungarn (Single Top 40)                           | 2                |
| Iceland (RÚV)                                    | 5                |
| Irland (IRMA)                                    | 3                |
| Israel (Media Forest)                            | 1                |
| Italy (FIMI)                                     | 1                |
| Japan (Japan Hot 100)                            | 14               |
| Lebanon (The Official Lebanese Top 20)           | 1                |
| Luxembourg Digital Songs (Billboard)             | 1                |
| Malaysia (Billboard)                             | 11               |
| Malaysia International (RIM)                     | 13               |
| Mexico Airplay (Billboard)                       | 43               |
| Mexico Ingles Airplay (Billboard)                | 3                |
| Holland (Dutch Top 40)                           | 6                |
| Holland (Single Top 100)                         | 2                |
| New Zealand (RIANZ)                              | 2                |
| Norge (VG-lista)                                 | 15               |
| Polen (Polish Airplay Top 100)                   | 2                |
| Polen (Dance Top 50)                             | 25               |
| Portugal (AFP)                                   | 21               |
| Portugal Digital Songs (Billboard)               | 1                |
| 4                                                |                  |
| Skotland (Official Charts Company)               | 9                |
| Singapore (RIAS)                                 | 3                |
| Slovakiet (Rádio Top 100)                        | 5                |
| Slovakiet (Singles Digitál Top 100)              | 2                |
| Slovenia (SloTop50)                              | 3                |
| Sydafrika (EMA)                                  | 5                |
| Spanien (PROMUSICAE)                             | 3                |
| Sverige (Sverigetopplistan)                      | 7                |
| Schweiz (Schweizer Hitparade)                    | 2                |
| Taiwan (Billboard)                               | 13               |
| Storbritannien Singles (Official Charts Company) | 9                |
| 5                                                |                  |
| USA Billboard Hot 100                            | 10               |
| USA Adult Contemporary (Billboard)               | 11               |
| USA Adult Top 40 (Billboard)                     | 3                |
| USA Dance Club Songs (Billboard)                 | 1                |
| USA Hot Dance/Electronic Songs (Billboard)       | 3                |
| USA Hot Rock Songs (Billboard)                   | 1                |
| USA Mainstream Top 40 (Billboard)                | 13               |

| Hitliste (2014)                           | Position |
| ----------------------------------------- | -------- |
| Australia (ARIA)                          | 54       |
| Austria (Ö3 Austria Top 40)               | 53       |
| Belgium (Ultratop Flanders)               | 11       |
| Belgium (Ultratop Wallonia)               | 9        |
| Canada (Canadian Hot 100)                 | 58       |
| Denmark (Tracklisten)                     | 42       |
| France (SNEP)                             | 8        |
| Germany (Official German Charts)          | 33       |
| Hungary (Rádiós Top 40)                   | 12       |
| Hungary (Single Top 40)                   | 21       |
| Israel (Media Forest)                     | 9        |
| Italy (FIMI)                              | 5        |
| Netherlands (Dutch Top 40)                | 11       |
| Netherlands (Single Top 100)              | 14       |
| New Zealand (Recorded Music NZ)           | 47       |
| Poland (ZPAV)                             | 22       |
| Russia Airplay (TopHit)                   | 39       |
| Spain (PROMUSICAE)                        | 16       |
| Sweden (Sverigetopplistan)                | 35       |
| Switzerland (Schweizer Hitparade)         | 14       |
| UK Singles (Official Charts Company)      | 40       |
| US Billboard Hot 100                      | 51       |
| US Adult Contemporary (Billboard)         | 34       |
| US Adult Top 40 (Billboard)               | 17       |
| US Hot Dance/Electronic Songs (Billboard) | 10       |
| US Rock Airplay (Billboard)               | 14       |
| US Hot Rock Songs (Billboard)             | 8        |

| Chart (2015)                              | Position |
| ----------------------------------------- | -------- |
| CIS (TopHit)                              | 19       |
| France (SNEP)                             | 94       |
| Italy (FIMI)                              | 83       |
| Russia Airplay (TopHit)                   | 17       |
| Slovenia (SloTop50)                       | 41       |
| Spain (PROMUSICAE)                        | 100      |
| Ukraine Airplay (TopHit)                  | 181      |
| US Adult Contemporary (Billboard)         | 48       |
| US Hot Dance/Electronic Songs (Billboard) | 18       |
| US Hot Rock Songs (Billboard)             | 27       |

| Chart (2018)                       | Position |
| ---------------------------------- | -------- |
| Hungary (Rádiós Top 40)            | 74       |
| Portugal Full Track Download (AFP) | 199      |

| Chart (2010–2019)             | Position |
| ----------------------------- | -------- |
| US Hot Rock Songs (Billboard) | 37       |